# 绵果荠属
绵果荠属（学名：Lachnoloma）是十字花科下的一个属，为一年生草本植物。该属仅有绵果荠（Lachnoloma lehmandii）一种，分布于中亚和中国新疆。